# Manople
Das Manople (auch Gauntlet-Sword, oder Moorish-boarding-Sword) ist eine Hieb- und Stichwaffe aus dem indisch-arabischen Raum aus der Zeit des 15. und 16. Jahrhunderts.

## Geschichte
Das Manople wurde von indisch-arabischen Völkergruppen als Kriegswaffe entwickelt. Es ist vergleichbar mit dem indischen Pata. Es fand Verbreitung bis zu spanischen Seefahrern und wurde als Entermesser benutzt.

## Beschreibung
Das Manople ist die Weiterentwicklung eines Katars. Der innenliegende Quergriff des Manople ist im Aufbau gleich mit dem des Katars. Der Unterschied ist, dass beim Manople die gesamte Hand und der Unterarm des Trägers geschützt sind. Am Anfang der Entwicklung wurden auf die seitlichen Armschutzbügel des Katars einfach breitere Metallplatten aufgesetzt, um den Schutz für die Hand zu verbessern. Später kam eine weitere Platte hinzu, die die Oberseite der Hand schützen sollte. Am Ende der Entwicklung ist die komplette Hand- und Unterarmaußenseite durch einen massiven Stahlmantel geschützt, der fast bis zum Ellenbogen reicht. An dem Unterarmschutz sind zwei Lederbänder und zwei zusätzliche Metallbänder angebracht, um den Unterarm mit der Panzerung fester zu verbinden →Pata (Waffe). Bei vielen Exemplaren ist der Handschutz reich graviert, mit Gravuren verziert oder vergoldet. Die Klinge des Manople ist gerade, zweischneidig und läuft spitz zu. Sie hat einen starken Mittelgrat und an der rechten und linken Klingenseite sind zwei gabelförmige, gebogene, kurze Klingen angebracht, die dem Angriff, aber auch der Abwehr dienen. Die Länge der Klinge beträgt etwa 50 cm.